# 脊稜齒象屬
脊稜齒象屬為長鼻目劍齒象科下已滅絕的一屬，棲息於中新世至上新世，被認為是劍齒象屬的直系祖先。化石主要發現於亞洲，但也有部分發現於非洲。

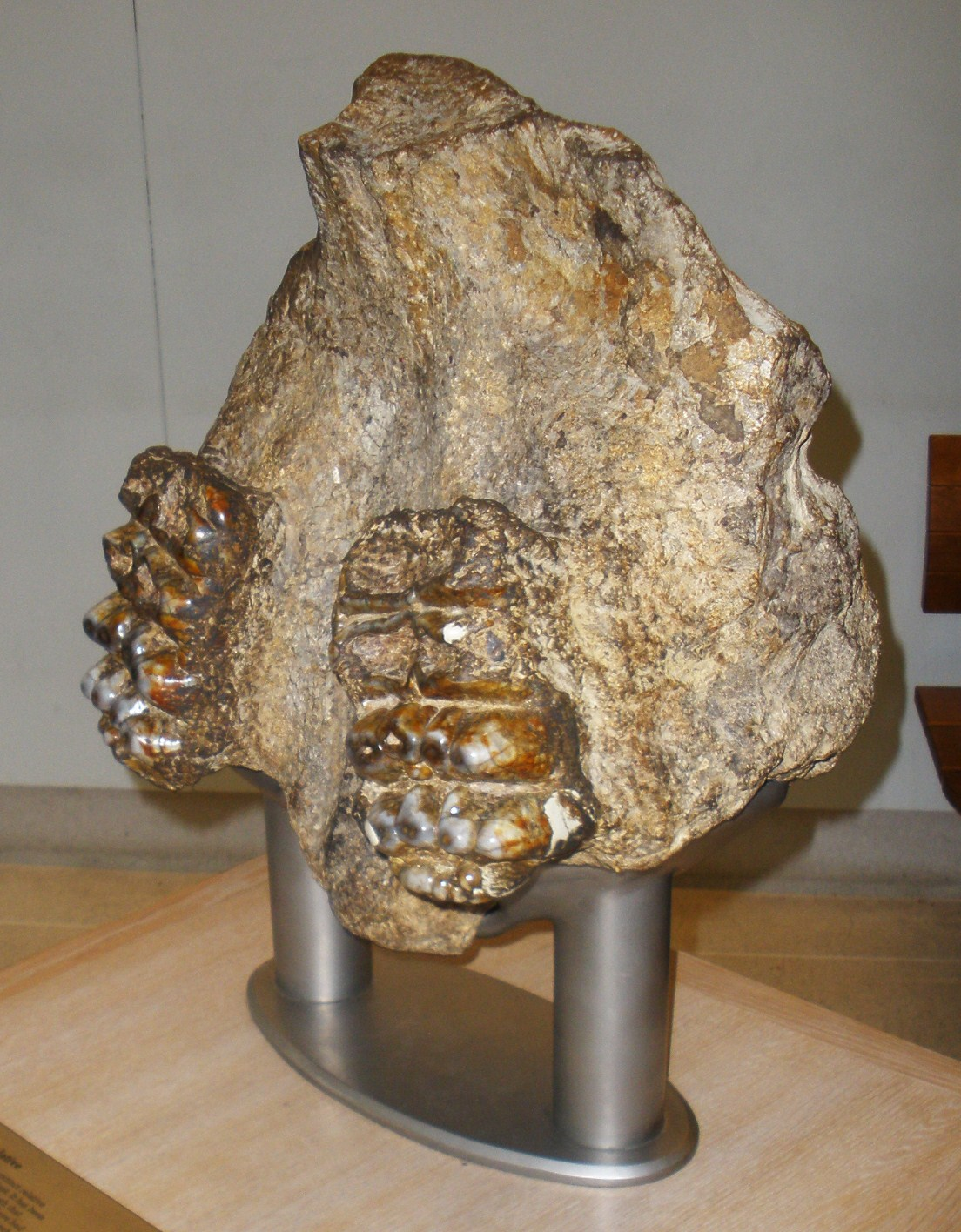
脊稜齒象（S. cautleyi）下顎化石